# Magomed Ozdojev
Magomed Moestafevitsj Ozdojev (Russisch: Магомед Мустафьевич Оздоев) (Ordzhonikidzevskaya, 5 november 1992) is een Russisch voetballer, afkomstig uit Ingoesjetië, die doorgaans als middenvelder speelt. Hij verruilde Roebin Kazan in februari 2018 voor FK Zenit. Ozdojev debuteerde in 2014 in het Russisch voetbalelftal.

## Clubcarrière
Ozdojev speelde in de jeugd bij FC Angusht Nazran, Terek Grozny en Dynamo Kiev. In 2010 vertrok hij naar Lokomotiv Moskou. Tijdens het seizoen 2011/12 speelde hij dertig competitiewedstrijden voor Lokomotiv.

## Interlandcarrière
Op 11 mei 2012 zat hij in de voorselectie voor het EK 2012 in Polen en Oekraïne. Dit was de eerste keer dat hij opgeroepen werd voor het nationale elftal. Hij kwam toen niet in de uiteindelijke officiële selectie van het Russisch elftal terecht. Hij kwam vijfmaal uit voor Rusland -21. Ozdojev was de eerste Ingoesj, tevens ook de eerste persoon uit de Kaukasus, die zijn debuut maakte in het Russisch voetbalelftal. Hij debuteerde op 3 september 2014 in het nationale elftal, in een oefeninterland tegen Azerbeidzjan (4-0).
1 Vasjoetin ·
2 Tsjistjakov ·
3 Santos  ·
4 Kroegovoj ·
5 Barrios ·
6 Fernandes ·
8 Wendel ·
10 Isidor ·
11 Claudinho ·
15 Karavajev ·
16 Adamov ·
17 Mostovoj ·
18 Kovalenko ·
19 Soetormin ·
21 Jerochin ·
25 Eraković ·
28 Alip ·
30 Cassierra ·
31 Mantuan ·
33 Sergejev ·
37 Queiroz ·
41 Kerzjakov ·
55 Rodrigão ·
77 Renan ·
79 Vasiljev ·
Coach: Semak
· Assistent-coach: Anjoekov
· Assistent-coach: Oliveira
· Assistent-coach: Simoetenkov
· Assistent-coach: Tymosjtsjoek
1 Sjoenin ·
2 Fernandes ·
3 Divejev ·
4 Karavajev ·
5 Semjonov ·
6 Tsjerysjev ·
7 Ozdojev ·
8 Barinov ·
9 Sobolev ·
10 Zabolotni ·
11 Zobnin ·
12 Djoepin ·
13 Koedrjasjov ·
14 Dzjikija ·
15 Mirantsjoek ·
16 Safonov ·
17 Golovin ·
18 Zjirkov ·
19 Zjemaletdinov ·
20 Ionov ·
21 Fomin ·
22 Dzjoeba  ·
23 Koezjajev ·
24 Jevgenjev ·
25 Makarov ·
26 Moechin ·
Coach: Tsjertsjesov